# 安徽省东风机械总厂
安徽省东风机械总厂即安徽省国营东风机械厂，国家大型企业，原隶属中华人民共和国兵器工业部，是经国务院、中央军委保留军品科研生产能力的地方军工企业。其直接上级主管部门为安徽省国防工办。
安徽省东风机械总厂于1965年大别山（安徽省霍山县落儿岭镇）建厂，1992年夏整体搬迁到安徽省合肥市南郊，并在合肥西郊高新技术开发区，建有1000亩民品园。